# Mission photographique de la DATAR
Mission photographique de la DATAR (Délégation à l’Aménagement du Territoire et à l’Action Régionale - DATAR je Delegace pro územní plánování a regionální akce) je fotografická mise, které se v roce 1984 zúčastnilo 12 fotografů a jejím cílem bylo zastupovat a dokumentovat francouzský venkov, městskou a venkovní krajinu. Projekt byl původně navržen pouze na jeden rok, ale prodloužil se a rozrostl na celkem 28 fotografů – francouzských i zahraničních. Jejich záběry jsou uchovávány v Národní francouzské knihovně..
Oficiální pozvání od francouzského ministerstva k účasti na projektu DATAR dostal také český fotograf Josef Koudelka, který díky této příležitosti začal fotografovat na panoramatický formát.

## Fotografové

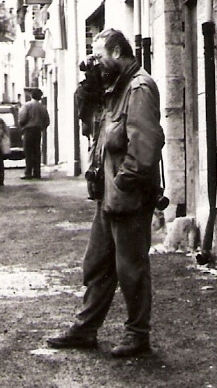
Josef Koudelka, 1987

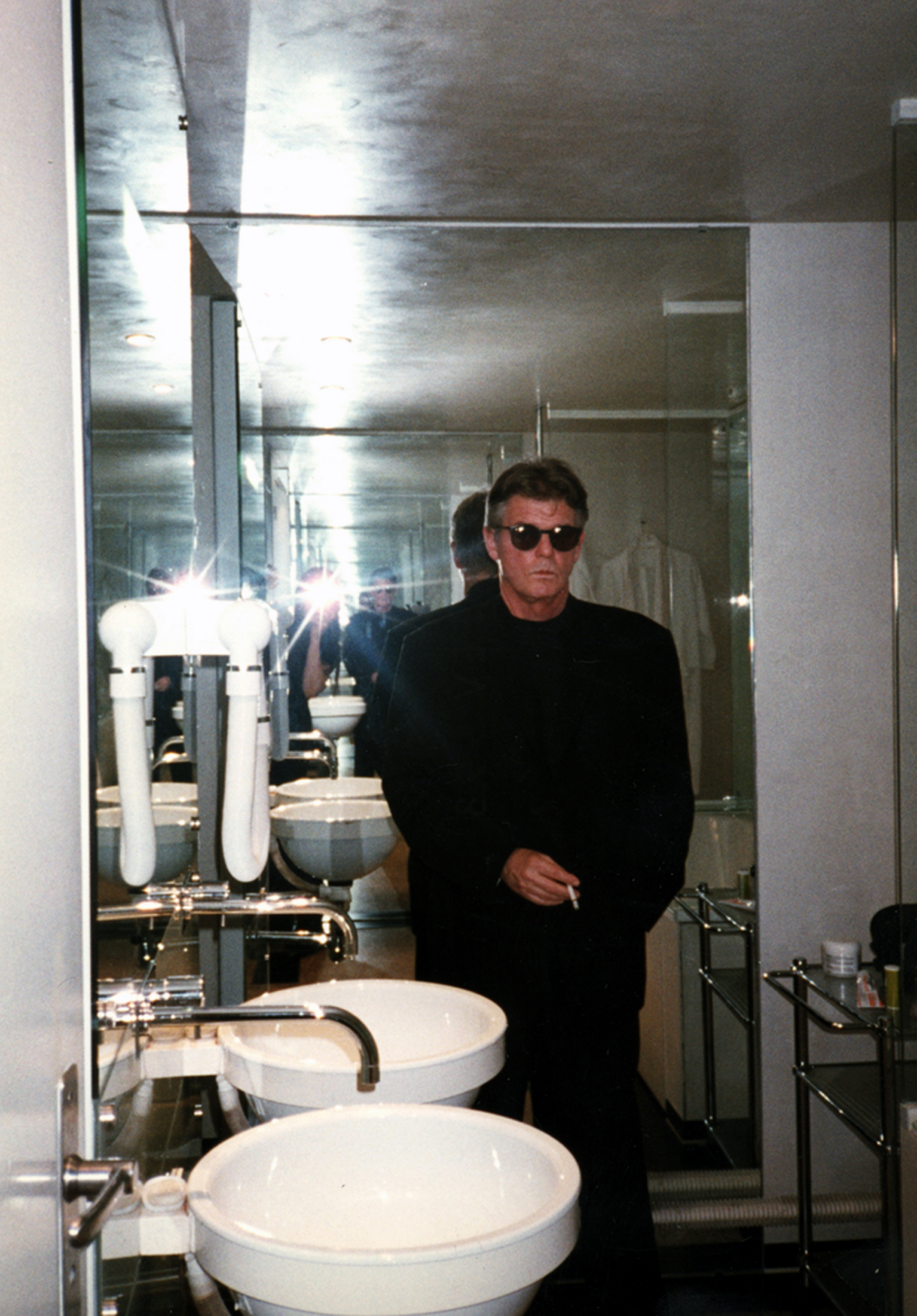
Lewis Baltz, 1998

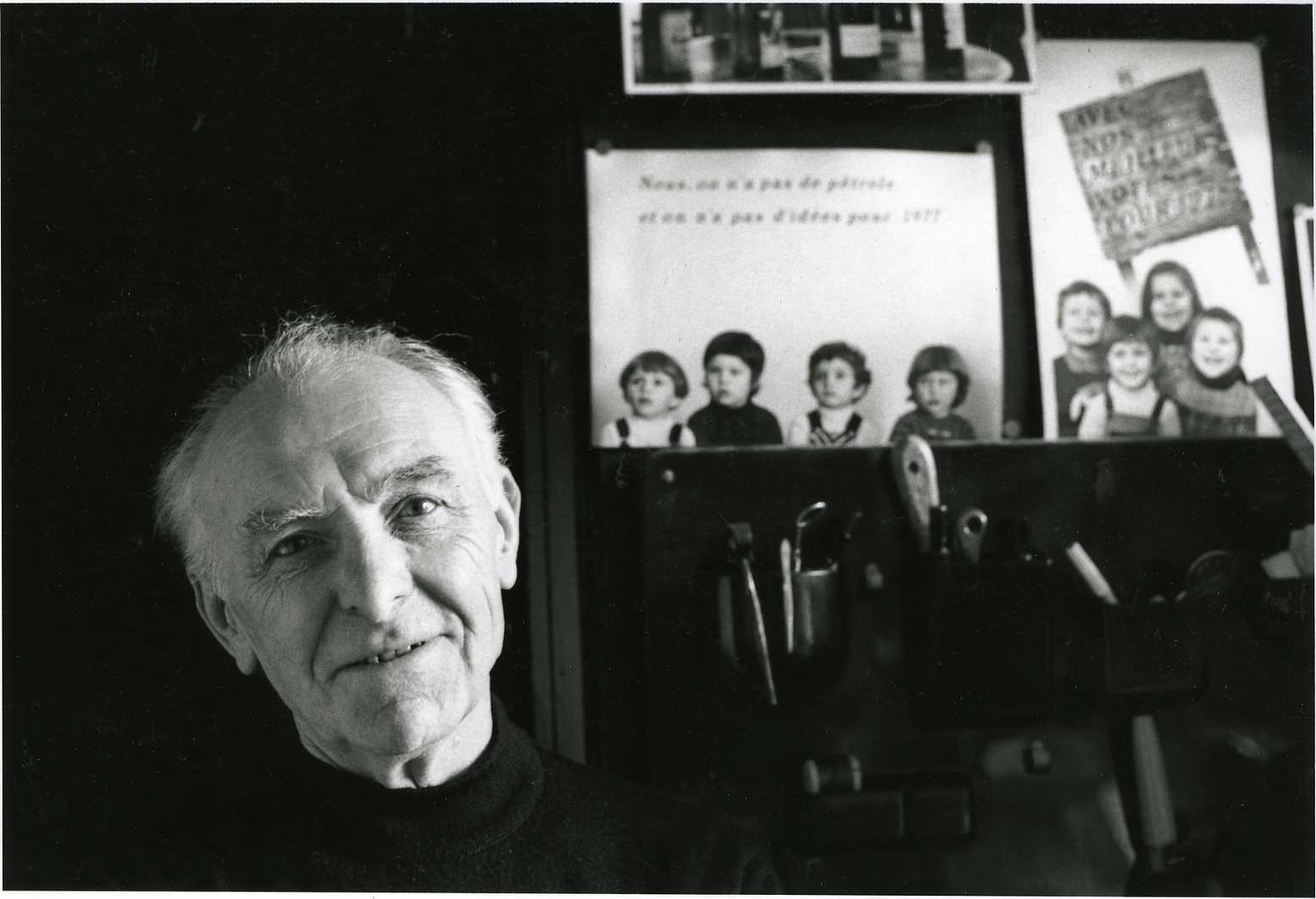
Robert Doisneau, 1992

- Dominique Auerbacher
- Lewis Baltz
- Gabriele Basilico
- Bernard Birsinger
- Alain Ceccaroli
- Marc Deneyer
- Raymond Depardon
- Despatin & Gobeli
- Robert Doisneau
- Tom Drahoš
- Philippe Dufour
- Gilbert Fastenaekens
- Pierre de Fenöyl
- Jean-Louis Garnell
- Albert Giordan
- Frank Gohlke
- Yves Guillot
- Werner Hannapel
- François Hers
- Josef Koudelka
- Suzanne Lafontová
- Christian Meynen
- Christian Milovanoff
- Vincent Monthiers
- Richard Pare
- Hervé Rabot
- Sophie Ristelhueberová
- Holger Trülzsch